# Brotula clarkae
Brotula clarkae е вид лъчеперка от семейство Ophidiidae.

## Разпространение
Видът е разпространен в Гватемала, Еквадор, Колумбия, Коста Рика, Мексико, Никарагуа, Панама, Перу, Салвадор, САЩ и Хондурас.